# Держава Сомаліленд
Держава Сомаліленд (англ. State of Somaliland) — короткотривала незалежна держава в районі Африканського Рогу, яка існувала в п'ятиденний період між здобуттям незалежності від Сполученого Королівства 26 червня 1960 і об'єднанням з Республікою Сомалі 1 липня 1960 року.
Під час короткого існування держави були побоювання зіткнень з ефіопськими племенами..
Сучасна Республіка Сомаліленд, яка де-факто є незалежною республікою, але визнана на міжнародному рівні як частина Сомалі, стверджує, що вона є державою-правонаступницею держави Сомаліленд.